# Sitges
Sitges (phát âm tiếng Catalunya: [ˈsidʒəs]) là một thị xã ở Calala, có cự ly cách Barcelona khoảng 35 km về phía Tây Nam, nổi tiếng trên toàn thế giới với Liên hoan phim và lễ hội Carnival. Nằm giữa khối núi Garraf và biển, thị xã được biết đến với những bãi biển, những điểm sinh hoạt về đêm và các di tích lịch sử.
Mặc dù gốc rễ danh tiếng nghệ thuật của Sitges bắt đầu từ cuối thế kỷ 19, khi họa sĩ người Catala Santiago Rusiñol sinh sống ở đây trong suốt mùa hè, thành phố trở thành trung tâm văn hoá đối lập ở những năm 1960 ở Tây Ban Nha, lúc đó vẫn dưới chế độ độc tài của Francisco Franco, và được biết đến như là "Ibiza trong thu nhỏ".
Ngày nay, thị xã này là điểm đến phổ biến cho những du khách đồng tính nam và đồng tính nữ, vì nó đã trở thành một trong những nơi thân thiện nhất với người đồng tính trên thế giới.
Ngày nay, nền kinh tế Sitges dựa trên du lịch và văn hóa cung cấp hơn 4.500 giường khách sạn, một nửa trong số đó là khách sạn bốn sao.
Gần 35% trong số khoảng 26.000 cư dân định cư có gốc Hà Lan, Anh, Pháp và Scandinavia, có con cái học tại các trường quốc tế trong khu vực. Khu vực này có 17 bãi biển. Sitges cũng là địa điểm của hội nghị Bilderberg hàng năm tổ chức vào tháng 6 năm 2010.
Sitges đã được gọi là Saint-Tropez của Tây Ban Nha, với giá bất động sản tiếp cận những thành phố đắt đỏ nhất châu Âu, lý do chính cho việc này là các thiết lập của biển và xung quanh Parc Natural del Garraf. Vị trí gần sân bay Barcelona-El Prat cũng là một lợi thế lớn.